# Pembina (Dakota del Norte)
Pembina es una ciudad ubicada en el condado de Pembina en el estado estadounidense de Dakota del Norte. En el censo de 2010 tenía una población de 592 habitantes y una densidad poblacional de 298,01 personas por km². Se encuentra en el extremo noreste del estado, en la frontera con Canadá y Minnesota. 

## Geografía
Pembina se encuentra ubicada en las coordenadas 48°57′58″N 97°14′52″O / 48.96611, -97.24778. Según la Oficina del Censo de los Estados Unidos, Pembina tiene una superficie total de 1.99 km², de la cual 1.98 km² corresponden a tierra firme y (0.26%) 0.01 km² es agua.

## Demografía
Según el censo de 2010, había 592 personas residiendo en Pembina. La densidad de población era de 298,01 hab./km². De los 592 habitantes, Pembina estaba compuesto por el 94.09% blancos, el 0.51% eran afroamericanos, el 0.34% eran amerindios, el 1.01% eran asiáticos, el 0% eran isleños del Pacífico, el 1.35% eran de otras razas y el 2.7% pertenecían a dos o más razas. Del total de la población el 1.35% eran hispanos o latinos de cualquier raza.